# Basket Femminile Le Mura Lucca 2011-2012
Questa voce raccoglie le informazioni riguardanti il Basket Femminile Le Mura Lucca nelle competizioni ufficiali della stagione 2011-2012.

## Stagione
La stagione 2011-2012 del Basket Femminile Le Mura Lucca è stata la seconda disputata in Serie A1.
La società lucchese è arrivata quarta ed è stata eliminata nella semifinale dei play-off scudetto contro Taranto.

## Verdetti stagionali
Competizioni nazionali
- Serie A1:

stagione regolare: 4º posto su 12 squadre (14-8);
play-off: eliminato in semifinale contro Taranto (4-3).
- Coppa Italia:

quarti di finale persi contro Schio per differenza canestri (104-112).

## Rosa
| N° | Naz.                   | Ruolo | Sportivo            | Anno | Alt. |  |
| -- | ---------------------- | ----- | ------------------- | ---- | ---- |  |
| 4  | Italia (bandiera)      | P     | Stefania Petri      | 1993 | 182  |  |
| 5  | Italia (bandiera)      | P     | Licia Corradini     | 1985 | 172  |  |
| 6  | Italia (bandiera)      | A     | Nene Diene          | 1992 | 180  |  |
| 7  | Italia (bandiera)      | G     | Irene Amato         | 1993 | 170  |  |
| 8  | Italia (bandiera)      | AP    | Giulia Tringale     | 1992 | 178  |  |
| 9  | Italia (bandiera)      | AP    | Federica Bertolucci | 1985 | 179  |  |
| 10 | Portogallo (bandiera)  | AP    | Mery Andrade        | 1975 | 180  |  |
| 11 | Italia (bandiera)      | G     | Gloria Favilla      | 1985 | 176  |  |
| 13 | Italia (bandiera)      | G     | Benedetta Bagnara   | 1987 | 178  |  |
| 14 | Slovenia (bandiera)    | C     | Marie Růžičková     | 1986 | 192  |  |
| 15 | Stati Uniti (bandiera) | C     | Shamela Hampton     | 1987 | 192  |  |
| 18 | Italia (bandiera)      | P     | Immacolata Gentile  | 1975 | 175  |  |
| 20 | Stati Uniti (bandiera) | AG    | Courtney Willis     | 1982 | 188  |  |